# جونیا کاتو
جونیا کاتو (انگلیسی: Junya Kato؛ زادهٔ ۳۰ دسامبر ۱۹۹۴) بازیکن فوتبال اهل ژاپن است.